# La ragazza che doveva morire
La ragazza che doveva morire (in lingua originale Hon som måste dö) è un romanzo poliziesco dello scrittore e giornalista svedese David Lagercrantz. Il romanzo è il sesto della serie Millennium, l'autore ha scritto anche i due capitoli precedenti, mentre i primi tre romanzi sono opera di Stieg Larsson.
Nel romanzo si ritrovano quindi i personaggi di Lisbeth Salander, Mikael Blomkvist e di altri già presenti nella serie.
La prima edizione del romanzo è stata pubblicata nell'anno 2019 da Marsilio.

## Trama
Libesth Salander ha fatto perdere le proprie tracce dopo aver svuotato il suo appartamento a Stoccolma. Neppure Mikael Blomkvist, occupato su una inchiesta sul crollo delle borse che verrà pubblicata sul prossimo numero di Millennium, sa dove si trovi, nonostante abbia bisogno del suo aiuto. Il giornalista sta infatti cercando di scoprire l'identità di un senzatetto ritrovato morto nel parco di Tantolunden col suo numero di telefono in tasca. Mikael cerca quindi di scoprire il motivo per cui il barbone voleva mettersi in contatto con lui e perché farneticava di Johannes Forsell, attuale ministro della difesa. Nel frattempo Lisbeth è impegnata a ritrovare sua sorella gemella Camilla, decisa a regolare i conti una volta per tutte.

## Edizioni
- David Lagercrantz, La ragazza che doveva morire, traduzione di Laura Cangemi, Marsilio, 2019. ISBN 978-88-297-0177-3.